# Procopio de Gaza
Procopio de Gaza fue un retor griego cristiano que vivió en Gaza en el siglo VI (c. 465 - 528) y que perteneció a la Segunda sofística.

## Biografía
Se piensa que fue hermano del obispo Zacarías el Retor. Se han conservado de él diversos escritos de carácter profano (por ejemplo, un panegírico del emperador bizantino Anastasio I y ciento sesenta y dos cartas), así como una catena o cadena de obras exegéticas (sobre el Octateuco, los Libros de los Reyes, Crónicas, Isaías, Proverbios, Cantar de los Cantares y Eclesiastés) que se encuentran entre las más antiguas, y cuyas principales fuentes son Basilio de Cesarea, Gregorio Nacianceno y Cirilo de Alejandría.
Considerado como el principal representante de la célebre Escuela de Gaza, que cultivaba el arte oratorio en el estilo griego antiguo más puro y aticista, pasó la mayor parte de su vida en esta villa enseñando y escribiendo, sin tomar partido en las querellas teológicas que agitaban su época. Se supone que fue alumno de Doroteo de Gaza.
Una parte de su producción ha sido transmitida por los manuscritos bajo el nombre de su discípulo Χορίκιος (Joricio de Gaza), quien le compuso además un Encomio. Sus obras se encuentran en la Patrologia Graeca de Migne, LXXXVII; sus cartas en Epistolographi graeci, edición de R. Hercher (1873).

## Obras conservadas (en ediciones modernas)
- Clavis Patrum Græcorum 7430-7448.
- Procopius Gazaeus, Opuscula rhetorica et oratoria, edidit E. Amato, Berlin-New York: de Gruyter, 2009 (coll. Bibliotheca Teubneriana).
- Rose di Gaza: li scritti retorico-sofistici e le Epistole di Procopio di Gaza, a cura di E. Amato, Alessandria: Edizioni dell'Orso, 2010 (coll. Hellenica).
- A. Corcella, "Tre nuovi testi di Procopio di Gaza: una dialexis inedita e due monodie già attribuite a Coricio", Revue des études tardo-antiques 1 (2011-2012), pp. 1-14.
- E. Amato, "Un discorso inedito di Procopio di Gaza: In Meletis et Antoninae nuptias", Revue des études tardo-antiques 1 (2011-2012), pp. 15-69.